# Marcel Roy (cyclisme)
Pour les articles homonymes, voir Roy et Marcel Roy.
Marcel Roy (né le 21 avril 1942 à Québec) est un cycliste canadien.

## Biographie
Marcel Roy, né à Quebec en 1942, fait partie des clubs Vittor Ski Caber et Espoirs de Laval.
En 1967, il remporte une médaille d'or aux Jeux panaméricains à Winnipeg. C'est le premier québécois à remporter une médaille d'or à cette compétition.
Il a participé à la course individuelle et par équipes lors des jeux olympiques de 1968.
Il termine 25e du contre-la-montre par équipes, et 55e lors de la course individuelle.
Il est 2e au championnat canadien sur route en 1969, et 15e au Tour de Nouvelle-France en 1967, 1er au classement par équipe.
Il est introduit au temple de la renommée de la fédération québécoise en 1996.

## Palmarès
- 1967
  -  Médaillé d'or de la course en ligne des Jeux panaméricains
- 1969
  - 2e du championnat du Canada sur route